# Lutjanus
Lutjanus är ett släkte av fiskar. Lutjanus ingår i familjen Lutjanidae.

## Dottertaxa tillLutjanus, i alfabetisk ordning[1]
- Lutjanus adetii
- Lutjanus agennes
- Lutjanus alexandrei
- Lutjanus ambiguus
- Lutjanus analis
- Lutjanus apodus
- Lutjanus aratus
- Lutjanus argentimaculatus
- Lutjanus argentiventris
- Lutjanus bengalensis
- Lutjanus biguttatus
- Lutjanus bitaeniatus
- Lutjanus bohar
- Lutjanus boutton
- Lutjanus buccanella
- Lutjanus campechanus
- Lutjanus carponotatus
- Lutjanus coeruleolineatus
- Lutjanus colorado
- Lutjanus cyanopterus
- Lutjanus decussatus
- Lutjanus dentatus
- Lutjanus dodecacanthoides
- Lutjanus ehrenbergii
- Lutjanus endecacanthus
- Lutjanus erythropterus
- Lutjanus fulgens
- Lutjanus fulviflamma
- Lutjanus fulvus
- Lutjanus fuscescens
- Lutjanus gibbus
- Lutjanus goldiei
- Lutjanus goreensis
- Lutjanus griseus
- Lutjanus guilcheri
- Lutjanus guttatus
- Lutjanus inermis
- Lutjanus jocu
- Lutjanus johnii
- Lutjanus jordani
- Lutjanus kasmira
- Lutjanus lemniscatus
- Lutjanus lunulatus
- Lutjanus lutjanus
- Lutjanus madras
- Lutjanus mahogoni
- Lutjanus malabaricus
- Lutjanus maxweberi
- Lutjanus mizenkoi
- Lutjanus monostigma
- Lutjanus notatus
- Lutjanus novemfasciatus
- Lutjanus ophuysenii
- Lutjanus peru
- Lutjanus purpureus
- Lutjanus quinquelineatus
- Lutjanus rivulatus
- Lutjanus rufolineatus
- Lutjanus russellii
- Lutjanus sanguineus
- Lutjanus sebae
- Lutjanus semicinctus
- Lutjanus stellatus
- Lutjanus synagris
- Lutjanus timoriensis
- Lutjanus viridis
- Lutjanus vitta
- Lutjanus vivanus